# Silent Witness
Silent Witness (en español Testigo silencioso) es una serie de televisión dramática británica, producida por la BBC, emitida desde el 21 de febrero de 1996. La serie fue creada por Nigel McCrery, un exdetective de brigada de homicidios con sede en Nottingham y se centra en un equipo de expertos en patología forense y sus investigaciones sobre diversos delitos. 

## Historia
La serie sigue a un grupo de patólogos, científicos y examinadores forenses que trabajan en el centro "The Lyell" y que buscan resolver los crímenes que les llegan por medio de sus habilidades. Junto a ellos los detectives e investigadores de la policía de Cambridgeshire tiene un papel importante ayudándolos a resolver cada caso.

## Personajes

### Personajes principales
| Actor           | Personaje              | Ocupación                      | Episodios | Duración        |
| --------------- | ---------------------- | ------------------------------ | --------- | --------------- |
| Emilia Fox      | Dra. Nikki Alexander   | Patóloga y Antropóloga Forense | 116       | 2004-presente   |
| David Caves     | Jack Hodgson           | Científico Forense Principal   | 40        | 2013-presente   |
| Liz Carr        | Clarissa Mullery       | Examinadora Forense            | 40        | 2013 - presente |
| Richard Lintern | Dr. Thomas Chamberlain | Patólogo Forense               | 30        | 2014 - presente |

### Antiguos personajes principales
| Actor             | Personaje                 | Ocupación                                             | Episodios | Duración                |
| ----------------- | ------------------------- | ----------------------------------------------------- | --------- | ----------------------- |
| William Gaminara  | Prof. Leo Dalton          | Profesor / Patólgo                                    | 106       | 2002 - 2013             |
| Tom Ward          | Dr. Harry Cunningham      | Patólogo Forense                                      | 96        | 2002 - 2012             |
| Amanda Burton     | Prof. Samantha "Sam" Ryan | Profesora / Patóloga                                  | 44        | 1996 - 2004             |
| William Armstrong | Dr. Trevor Stewart        | Patólogo Forense                                      | 19        | 1996 - 1998             |
| Sam Parks         | Dr. Fred Dale             | Doctor                                                | 19        | 1996 - 1998             |
| Jaye Griffiths    | Prof. Janet Mander        | Perfiladora Psicológica                               | 17        | 2003, 2008, 2010 - 2012 |
| Ruth McCabe       | Wyn Ryan                  | -                                                     | 17        | 1996 - 1998             |
| Richard Huw       | Sgt. Tony Speed           | Sargento                                              | 10        | 1997, 2006, 2015        |
| Arsher Ali        | Dr. Zak Khan              | Médico Residente / Aprendiz de Ciencia Forense        | 8         | 2011                    |
| Mick Ford         | Det. Sup. Peter Ross      | Detective Superintendente                             | 8         | 1997                    |
| Nicola Redmond    | Det. Insp. Rachel Selway  | Investigadora de la Policía de Cambridgeshire         | 8         | 1997                    |
| Clare Higgins     | D.S. Helen Farmer         | Detective Superintendente                             | 8         | 1996                    |
| John McGlynn      | Tom Adams                 | Investigador de la Policía de Cambridgeshire          | 8         | 1996                    |
| Ruth Gemmell      | Det. Kerry Cox            | Aprendiz de Detective de la Policía de Cambridgeshire | 8         | 1996                    |
| Janice Acquah     | Marcia Evans              | Aprendiz de Detective de la Policía de Cambridgeshire | 8         | 1996                    |
| Matthew Steer     | Ricky Ryan                | Estudiante                                            | 8         | 1996                    |
| Jane Hazlegrove   | Rosemary Mason            | Recepcionista del Centro Lyell                        | 6         | 2002                    |
| Nick Reding       | Det. Insp. Michael Connor | Inspector en Jefe                                     | 5         | 1998 - 1999             |
| Mark Letheren     | Det. Sgt. Rob Bradley     | Detective Sargento                                    | 4         | 1998                    |
| Wunmi Mosaku      | Dr. Charlie Gibbs         | Técnica de Laboratorio / Médica Residente             | 4         | 2010                    |

## Episodios
La serie se componía generalmente por una historia de dos partes, de seis a ocho episodios desde la primera temporada hasta la novena temporada. Desde la décima temporada en adelante se compone de diez a doce episodios.

## Premios y nominaciones
En 1998 John Milne recibió un premio Egar de la Mystery Writers of America por el episodio "Blood, Sweat, and Tears" de la segunda temporada.
| Año  | Categoría                             | Premio                    | Nominado (a)   | Resultado |
| ---- | ------------------------------------- | ------------------------- | -------------- | --------- |
| 2014 | TV Crime Programme of the Year        | TRIC Award                | Silent Witness | Nominado  |
| 2013 | TV Crime Programme                    | TRIC Award                | Silent Witness | Ganó      |
| 2012 | TV Crime Programme of the Year        | TRIC Award                | Silent Witness | Ganó      |
| 2009 | Best Leading Actress                  | Dagger Award              | Emilia Fox     | Nominada  |
| 2004 | Best Actress in a TV Drama            | IFTA Award                | Amanda Burton  | Nominada  |
| 2003 | Most Popular Actress                  | National Television Award | Amanda Burton  | Nominada  |
| 2001 | Most Popular Actress                  | National Television Award | Amanda Burton  | Ganó      |
| 1999 | Most Popular Actress                  | National Television Award | Amanda Burton  | Ganó      |
| 1999 | Best Television Episode               | Edgar Award               | Gwyneth Hughes | Nominada  |
| 1999 | Best Actress                          | TV Quick Award            | Amanda Burton  | Ganó      |
| 1998 | Best Music - Original Title Music     | RTS Television Award      | John Harle     | Ganó      |
| 1998 | Most Popular Actress                  | National Television Award | Amanda Burton  | Ganó      |
| 1998 | Best Television Feature or Miniseries | Edgar Award               | John Milne     | Ganó      |

## Producción
La serie fue creada por Nigel McCrery, un exdetective de la brigada de homicidios con base en Nottingham. La primera temporada estuvo basada en la profesora Helen Whitwell, una patóloga forense en Sheffield a quien McCrery había conocido mientras era agente de policía (McCrery más tarde llegó a crear la exitosa serie New Tricks junto al escritor Roy Mitchell).
La serie ha contado con la participación de los directores Richard Signy, Renny Rye, Nicholas Renton, Andy Hay, Diarmuid Lawrence, Susan Tully, Thaddeus O'Sullivan, Keith Boak, Anthony Byrne, David Richards, Mike Barker, Douglas Mackinnon, Maurice Phillips, Dudi Appleton, Daniel O'Hara, Craig Viveiros, David Drury, Alex Pillai, Coky Giedroyc, Ben Bolt, Harry Hook, Noella Smith, Julian Jarrold, Nicholas Laughland, Catherine Morshead, John Duthie, Paul Wroblewski, Jon East, Danny Hiller, Patrick Lau, Ashley Pearce, Bryn Higgins, Martyn Friend, Philippa Langdale, Michael Offer, Alrick Riley, Bruce Goodison, Brendan Maher, Tim Fywell, Farren Blackburn, Udayan Prasad, Paul Wilmshurst, James Strong, Edward Bennett, Richard Clark, Dusan Lazarevic, Marek Losey, Mark Everest, Richard Senior, Bill Anderson, Jonas Grimås, Ian Knox, Matthew Evans, David Thacker, Rob Evans y Paul Unwin.
También ha contado con los productores Mat Chaplin, Lars MacFarlane, Diana Kyle, Lachlan MacKinnon, Alison Lumb, Tony Dennis, Madonna Baptiste, Ruth Kenley-Letts, Richard Burrell, Tim Bradley, George Ormond, Nick Pitt y Sharon Bloom.
La serie ha sido bien recibida por el público, después de veinte años después de su creación sigue logrando buenos índices de audiencia.
Las primeras tres temporadas de la serie fueron filmadas en Cambridge, Cambridgeshire en el Reino Unido. Al inicio de la cuarta temporada comenzaron a filmar en Londres, Inglaterra.

### Música
El tema musical de la serie es una canción llamada "Silencium" de John Harle. El arreglo para la orquesta de cámara y el solo del saxofón fueron interpretados por primera vez como parte del festival de Canterbury el 22 de octubre de 2011 por Sarah Leonard. La música incidental fue escrita por la compositora nominada a un premio BAFTA: Sheridan Tongue.

### Parodias
El enfoque de la serie se centra en un patólogo teniendo un papel activo en la investigación del crimen fue parodiado por el dúo cómico French y Saunders con el nombre de "Witless Silence".
Los "Dead Ringers" también realizaron una parodia, con Sam Ryan como un patólogo con exceso de confianza que hace conjeturas muy específicas sobre los cuerpos.

### Emisión en otros países
En los Estados Unidos la serie se emitió durante el Mystery Monday por la BBC America. Tanto en Noruega como en Suecia se realizan traducciones directas.
| País           | Título                                           | Cadena (as)                            | Fecha de Inicio     | Fecha de Finalización |
| -------------- | ------------------------------------------------ | -------------------------------------- | ------------------- | --------------------- |
| Alemania       | Gerichtsmediziner                                | -                                      | 15 de junio de 2000 | -                     |
| Argentina      | Testigo Silencioso                               | -                                      | -                   | -                     |
| Australia      | -                                                | ABC                                    | -                   | -                     |
| Bélgica        | -                                                | Canvas                                 | -                   | -                     |
| Canadá         | -                                                | BBC Canada Showcase Knowledge Network  | -                   | -                     |
| Dinamarca      | Tavse vidner                                     | -                                      | -                   | -                     |
| Estados Unidos | -                                                | BBC America                            | -                   | -                     |
| Finlandia      | Hiljainen todistaja                              | Yle                                    | -                   | -                     |
| Francia        | Affaires non classées Autopsie (versión doblada) | -                                      | -                   | -                     |
| Hungría        | A néma szemtanú                                  | -                                      | 9 de marzo de 2007  | -                     |
| Italia         | Testimoni Silenziosi                             | -                                      | -                   | -                     |
| Noruega        | Tause vitner                                     | NRK                                    | -                   | -                     |
| Nueva Zelanda  | -                                                | TV One (series 1–12) Prime (serie 13-) | -                   | -                     |
| Países Bajos   | -                                                | KRO                                    | -                   | -                     |
| Polonia        | Milczacy Swiadek                                 | -                                      | -                   | -                     |
| Reino Unido    | -                                                | BBC One                                | -                   | -                     |
| Rusia          | Безмолвный свидетель                             | -                                      | -                   | -                     |
| Suecia         | Tyst vittne                                      | TV4                                    | -                   | -                     |